# Fall Eisenbrecher
Fall Eisenbrecher was de codenaam voor een Duitse militaire operatie in de richting van de Hongaarse hoofdstad Boedapest.

## Geschiedenis
Op 1 januari 1945 was Boedapest grotendeels omsingeld door het Rode Leger. Vanuit Joegoslavië rukte het 2e Pantserleger samen met de Heeresgruppe Südost op naar de Hongaarse hoofdstad. De aanval zou plaatsvinden tegen de Sovjetlegers die zich ten zuiden van de stad bevonden. Tegelijkertijd met Fall Eisenbrecher vond Fall Konrad, de verovering van de westelijke Donau-oever, plaats.